# 9945 Karinaxavier
A 9945 Karinaxavier (ideiglenes jelöléssel 1990 KX) a Naprendszer kisbolygóövében található aszteroida. Eleanor F. Helin fedezte fel 1990. május 21-én.